# Raleigh Hills
Raleigh Hills az Amerikai Egyesült Államok északnyugati részén, Oregon állam Washington megyéjének délnyugati részén, Beavertontól keletre, West Slope-tól délre, Garden Home–Whitfordtól pedig északra elhelyezkedő statisztikai település. A 2010. évi népszámláláskor 5891 lakosa volt. Területe 4 km², melynek 100%-a szárazföld.
A település a 10-es és 210-es utak kereszteződésében fekszik. A rendfenntartást és a tűzvédelmet a Tualatin Valley Fire and Rescue látja el.

## Történet
Raleigh Hills nevét egy helyi lakosról, Raleigh Robinsonról kapta. Postahivatala 1892-től 1904-ig működött. A Southern Pacific Red Electric vonalán 1912-ben létesült itt vasúti megálló, amely a járat 1929-es megszüntetéséig működött. 1968-ban a portlandi postahivatal kirendeltséget nyitott itt.

## Népesség

### 2010
A 2010-es népszámláláskor  5896 lakója, 2729 háztartása és 1513 családja volt. A népsűrűség 1474 fő/km2. A lakóegységek száma 2886, sűrűségük 721,5 db/km2. A lakosok 87,4%-a fehér, 1,2%-a afroamerikai, 0,3%-a indián, 3,4%-a ázsiai, 0,4%-a a Csendes-óceáni szigetekről származik, 3,5%-a egyéb, 3,8%-a pedig kettő vagy több etnikumú. A spanyol vagy latino származásúak aránya 6,7% (3,8% mexikói, 0,2% Puerto Ricó-i, 0,1% kubai, 2,6% egyéb spanyol vagy latino származású.)
A háztartások 22,5%-ában élt 18 évnél fiatalabb. 44,9% házas, 7,7% egyedülálló nő, 2,9% egyedülálló férfi, 44,6% pedig nem család. 37,2% egyedül élt; 17,5%-uk 65 éves vagy idősebb. Egy háztartásban átlagosan 2,14 személy élt; a családok átlagmérete 2,84 fő.
A medián életkor 46,4 év volt. Lakóinak 19,7%-a 18 évesnél fiatalabb, 5,7% 18 és 24 év közötti, 22,6%-uk 25 és 44 év közötti, 29,8%-uk 45 és 64 év közötti, 22,2%-uk pedig 65 éves vagy idősebb. A lakosok 46,8%-a férfi, 53,2%-a pedig nő.

### 2000
A 2000-es népszámláláskor   5865 lakója, 2586 háztartása és 1561 családja volt. A népsűrűség 1480,1 fő/km2. A lakóegységek száma 2786, sűrűségük 703,1 db/km2. A lakosok 90,08%-a fehér, 0,99%-a afroamerikai, 0,31%-a indián, 3,1%-a ázsiai, 0,19%-a a Csendes-óceáni szigetekről származik, 3,34%-a egyéb-, 1,99%-a pedig kettő vagy több etnikumú. A spanyol vagy latino származásúak aránya 5,75% (2,9% mexikói,  0,1% kubai, 2,8% pedig egyéb spanyol/latino származású.)
A háztartások 25,6%-ában élt 18 évnél fiatalabb. 50,8% házas, 6,3% egyedülálló nő; 39,6% pedig nem család. 33,4% egyedül élt; 12,5%-uk 65 éves vagy idősebb. Egy háztartásban átlagosan 2,26 személy élt; a családok átlagmérete 2,91 fő.
Lakóinak 21,5%-a 18 évesnél fiatalabb, 6,5% 18 és 24 év közötti, 25,6%-uk 25 és 44 év közötti, 28,2%-uk 45 és 64 év közötti, 18,2%-uk pedig 65 éves vagy idősebb. A medián életkor 43 év volt. Minden 100 nőre 95,3 férfi jut; a 18 évnél idősebb nőknél ez az arány 90,4.
A háztartások medián bevétele 60 714 amerikai dollár, ez az érték családoknál $83 300. A férfiak medián keresete $60 186, míg a nőké $34 769. Az egy főre jutó bevétel (PCI) $37 839. A családok 5%-a, a teljes népesség 7,4%-a élt létminimum alatt; a 18 év alattiaknál ez a szám 11,7%, a 65 évnél idősebbeknél pedig 2%.

## Fordítás
Ez a szócikk részben vagy egészben  a   Raleigh Hills, Oregon című angol Wikipédia-szócikk ezen változatának fordításán alapul.  Az eredeti cikk szerkesztőit annak laptörténete sorolja fel. Ez a jelzés csupán a megfogalmazás eredetét és a szerzői jogokat jelzi, nem szolgál a cikkben szereplő információk forrásmegjelöléseként.